# Bernardo Cavallino

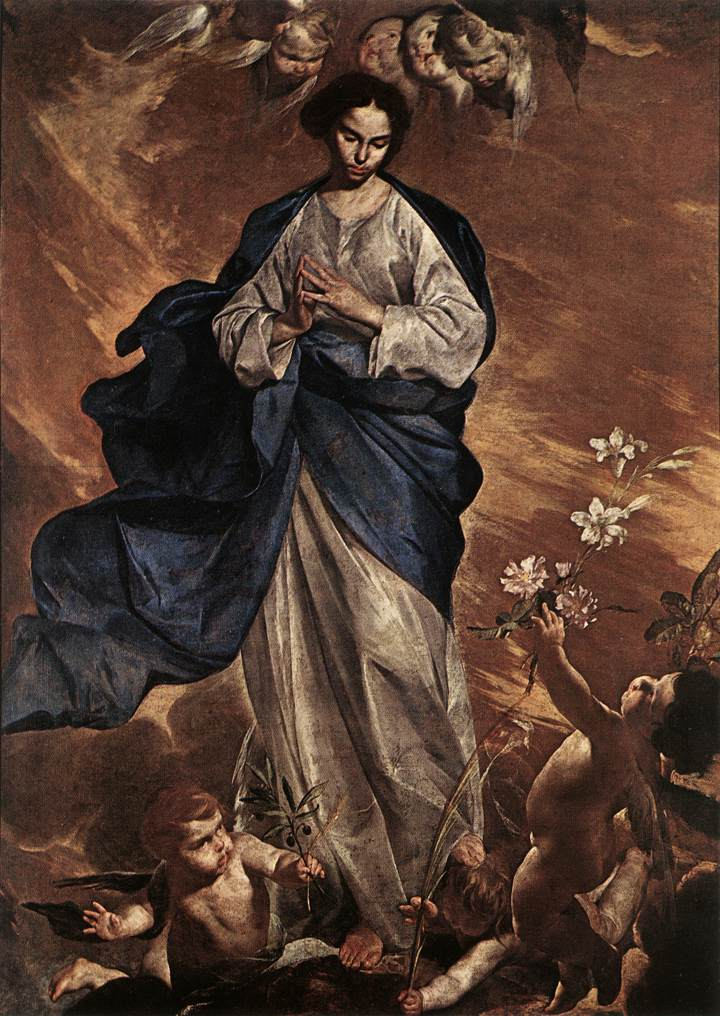
Immaculata, um 1650, Öl auf Leinwand, 167 × 118 cm, Pinacoteca di Brera, Mailand

Bernardo Cavallino (* (getauft am) 25. August 1616 in Neapel; † 1656 (?) ebenda) war ein neapolitanischer Maler des Barock.

## Leben
Bernardo kam als einer von fünf Söhnen von Giovanni Maria Cavallino und Beatrice Lopes zur Welt und wurde am 25. August 1616 in der neapolitanischen Gemeinde Carità (heute: San Liborio) getauft. Bei seinem jüngsten Bruder Leonardo (* 29. Juni 1623) war der Maler Battistello Caracciolo Taufpate, was darauf hindeuten könnte, dass auch der Vater Giovanni Maria Maler war (laut Prota Giurleo) oder zumindest beruflich irgendwie mit dieser Berufsgruppe zu tun hatte.
Laut Bernardo De Dominici wurde Cavallino nach einem ersten Zeichenunterricht bei einem nicht bekannten Lehrer mit etwa zehn Jahren Schüler von Massimo Stanzione. Dominici berichtet außerdem von einem Schlüsselerlebnis, das Cavallino um 1640 gehabt haben soll, als er in der Gemäldesammlung von Gaspar Roomer oder Ferdinand van den Eynden eine Herodias (oder Salomé) mit dem Haupt Johannes d. Täufers von Rubens sah, die er so sehr bewunderte, dass er in der Folge versuchte den Stanzione-Stil mit der weichen Pinselführung von Rubens zu verbinden. Weitere Einflüsse nahm er von Andrea Vaccaro auf, der ihn zeitweilig in seiner Werkstatt aufnahm, und auch von Artemisia Gentileschi und anderen neapolitanischen Malern, sowie von Anthonis van Dyck u. a.
Er malte meist biblische, mythologische oder historische Sujets in kleinem Format und arbeitete hauptsächlich für private Sammler wie Gaspar Roomer, die Literaten Giuseppe Valletta und Nicola Salerno, den Fürsten von Conca und den Marchese di Grazia.
Von Cavallino sind etwa 80 Gemälde bekannt, oder werden ihm zugeschrieben, allerdings sind nur knapp zehn tatsächlich von ihm signiert. Zu den signierten Werken gehören eine Judith (Nationalmuseum, Stockholm) und eine Vertreibung des Heliodor aus dem Tempel (Puschkin-Museum, Moskau).
Nur ein einziges Bild Cavallinos ist datiert: die berühmte Heilige Cäcilie von 1645, die ursprünglich für die neapolitanische Kirche Sant’Antoniello delle Monache entstand und sich heute im Museo di Capodimonte in Neapel befindet. Etwa 1649 malte er außerdem eine Kleine Pietà für die Chiesa del Purgatorio in Molfetta, und laut De Dominici schuf er für die Kirche San Diego dell’Ospedaletto ein Martyrium heiliger Franziskaner, das möglicherweise zusammen mit der Kirche 1784 zerstört wurde. Zu seinen Hauptwerken zählt auch die Maria Immaculata in der Pinacoteca di Brera in Mailand.
Cavallinos Kunst ist von intimer, lyrischer Zartheit und großer malerischer Feinheit. Seine Figuren sind realistisch und dabei von auffälliger Schlankheit und Eleganz.
Er starb wahrscheinlich 1656 an der Pest, die in Neapel in jenem Jahr wütete.

## Galerie

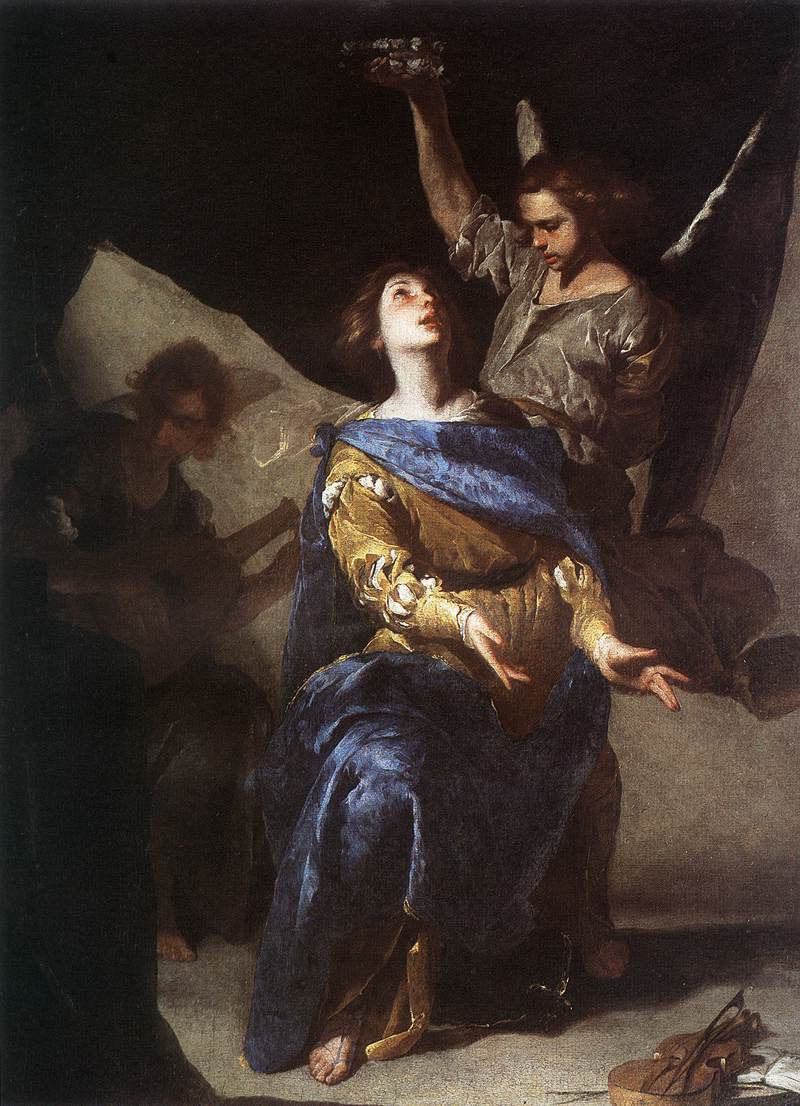
Ekstase der Heiligen Cäcilie, 1645, Museo di Capodimonte, Neapel
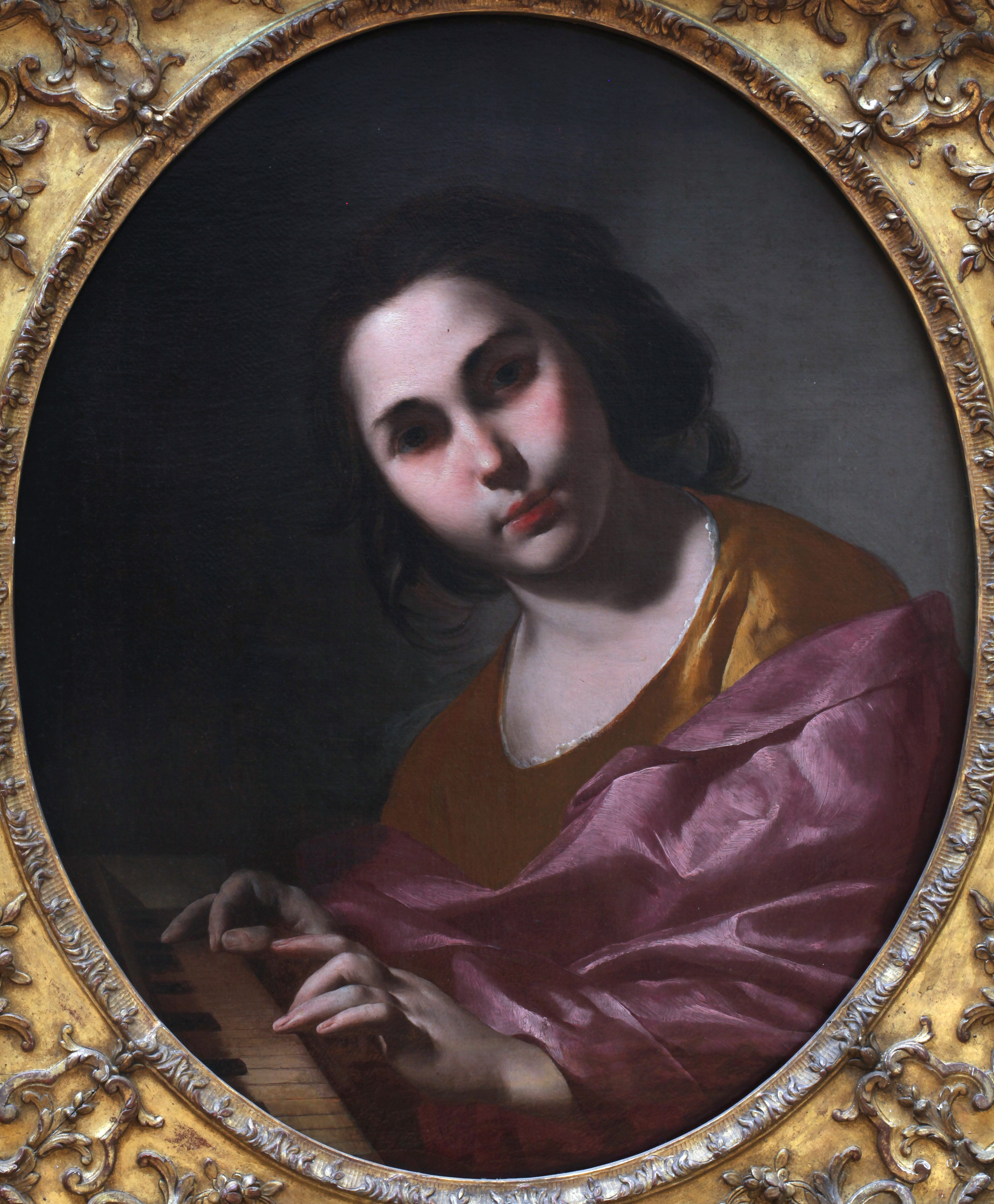
Mädchen am Spinett (oder Clavichord ?), Musée des Beaux-Arts, Lyon
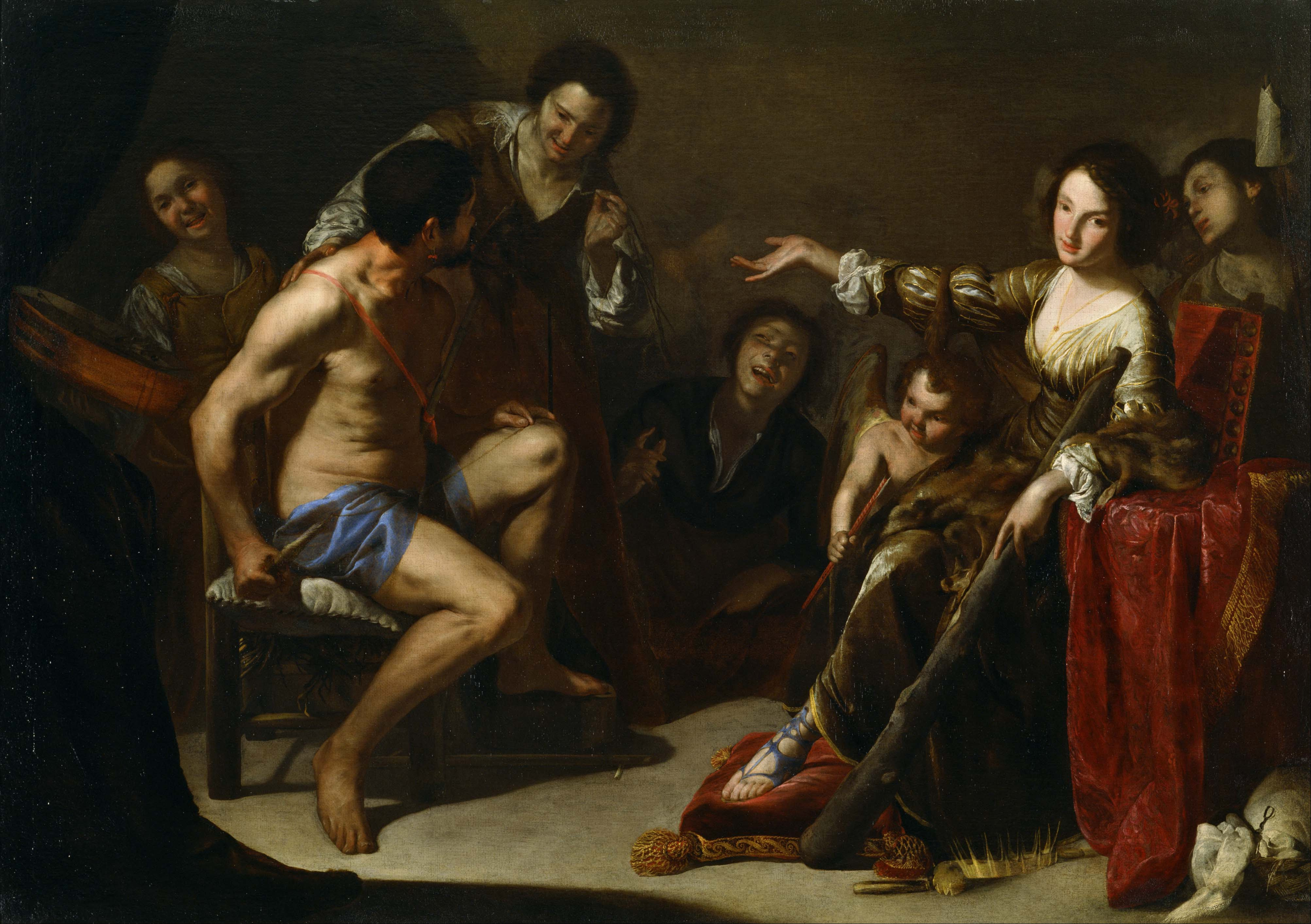
Herkules und Omphale, um 1640, Nationalmuseum für westliche Kunst, Tokio
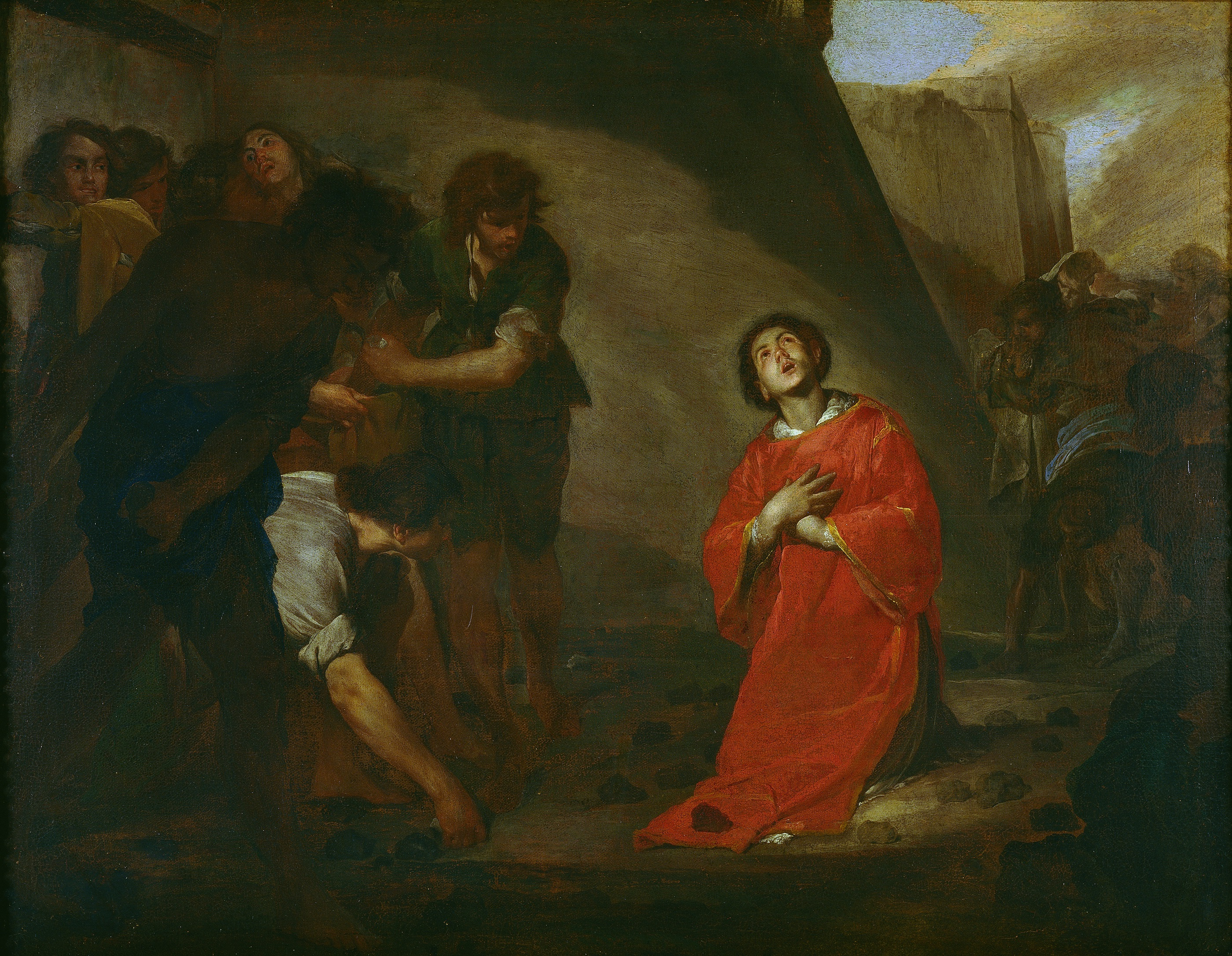
Martyrium des Heiligen Stefan, Prado, Madrid
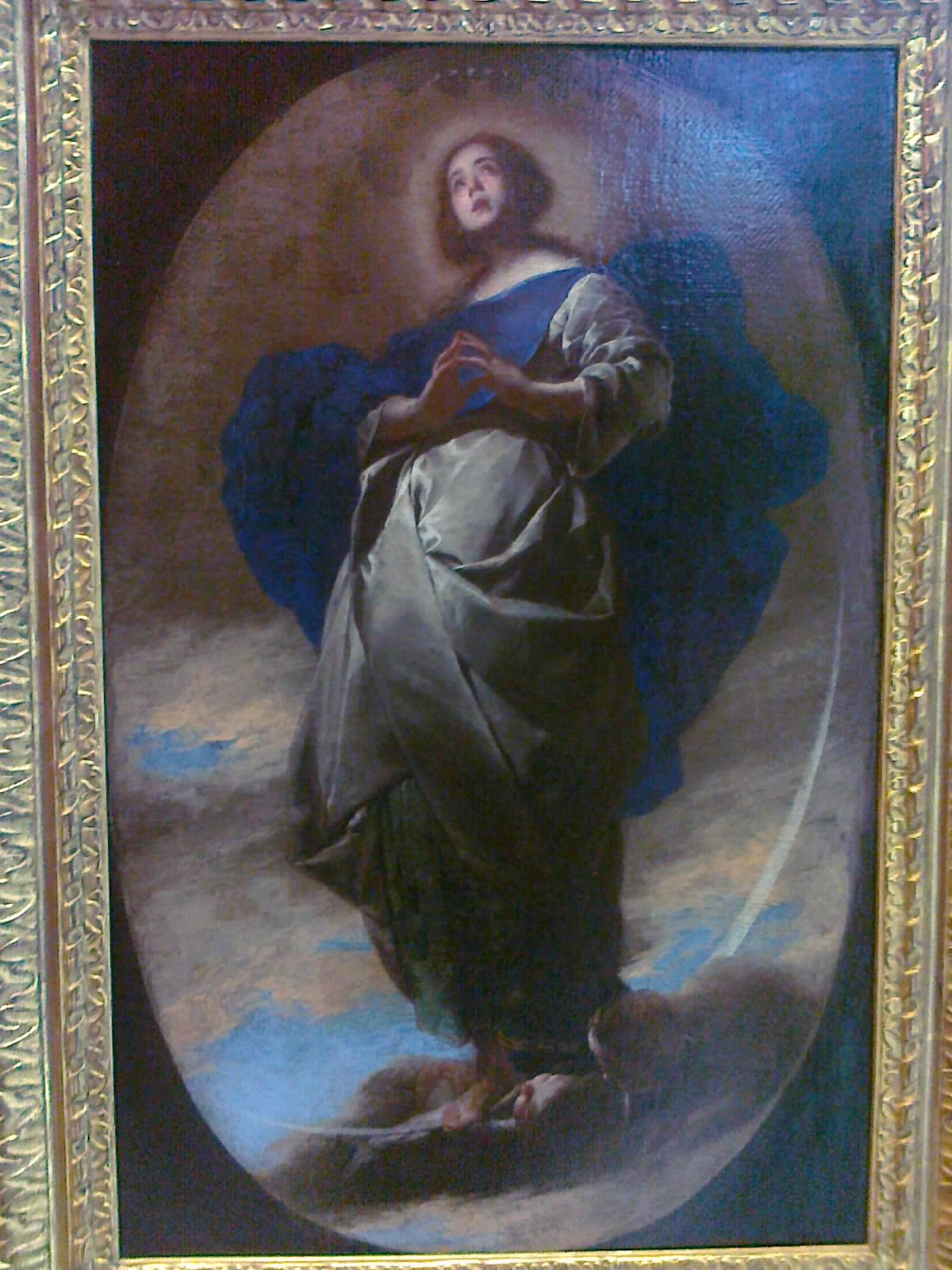
Die unbefleckte Empfängnis, um 1640, Musée des Beaux-Arts, Caen
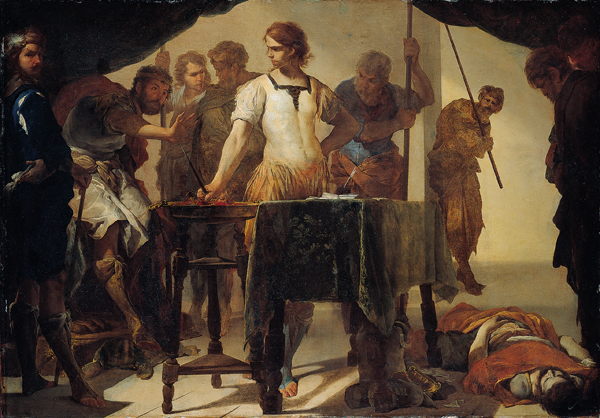
Gaius Mucius Scaevola und König Porsenna, Kimbell Art Museum, Fort Worth (Texas)
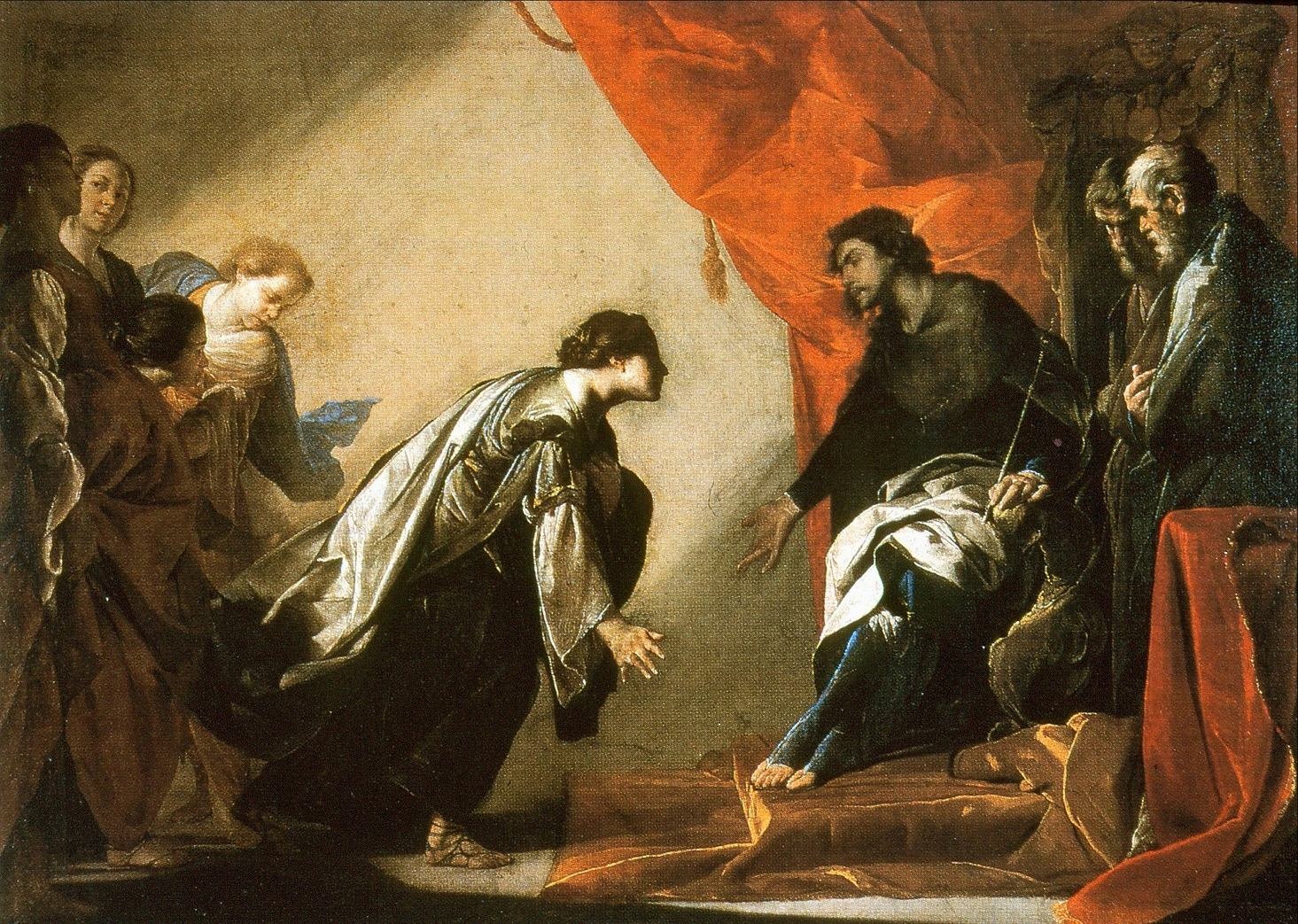
Esther und Ahasuerus, Uffizien, Florenz
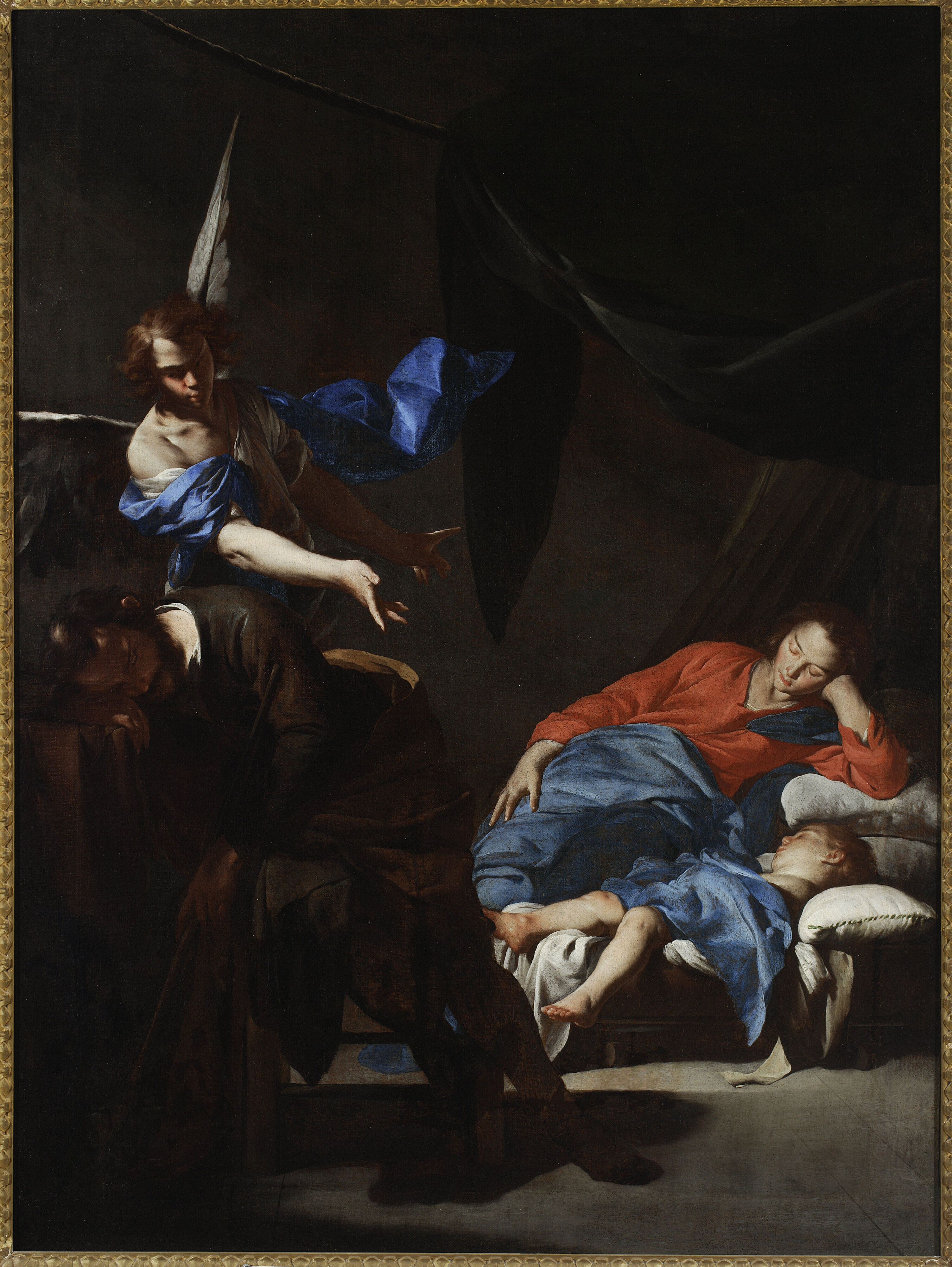
Traum des Heiligen Joseph, Nationalmuseum Warschau
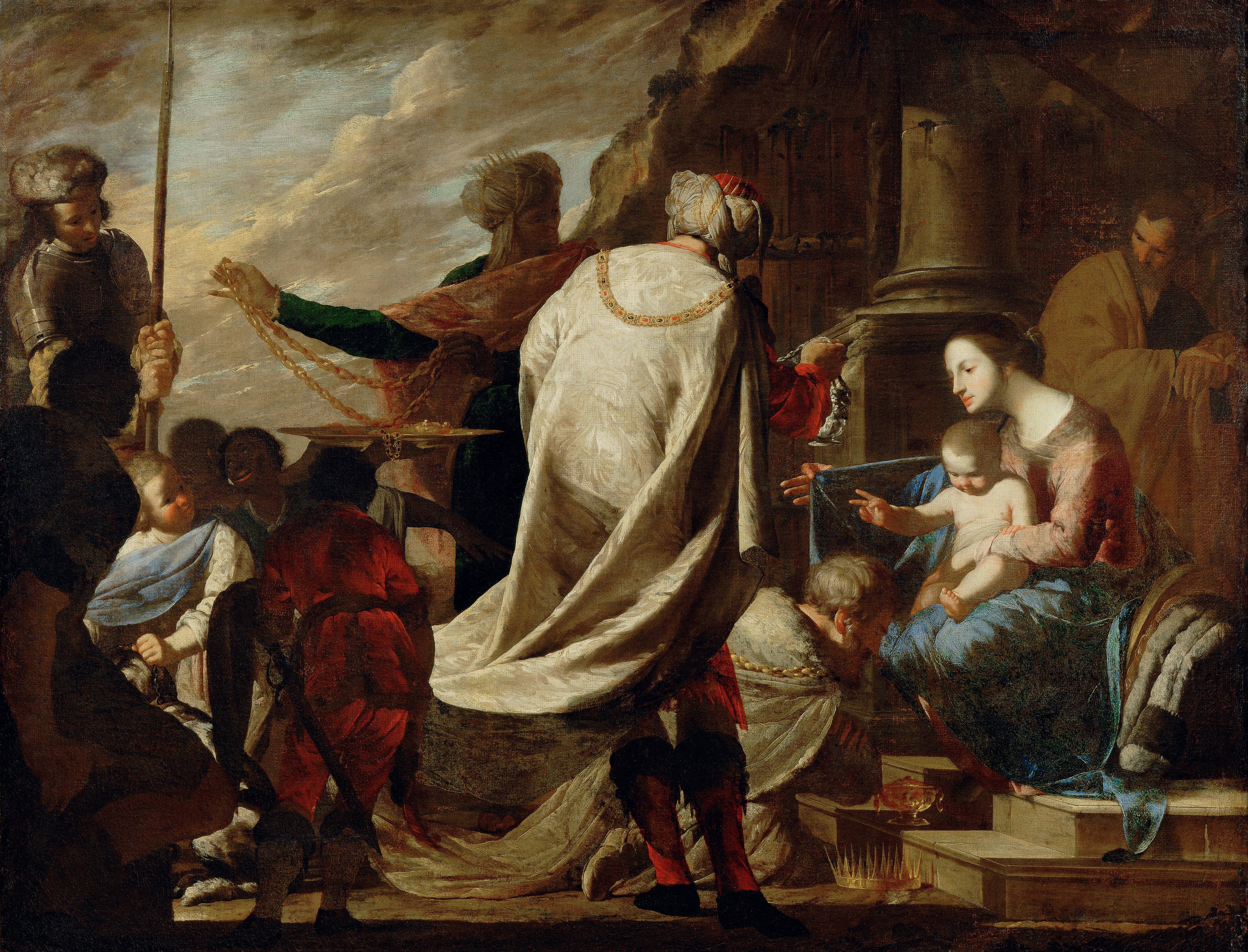
Anbetung der hl. drei Könige, 101,5 × 127,0 cm, Kunsthistorisches Museum, Wien
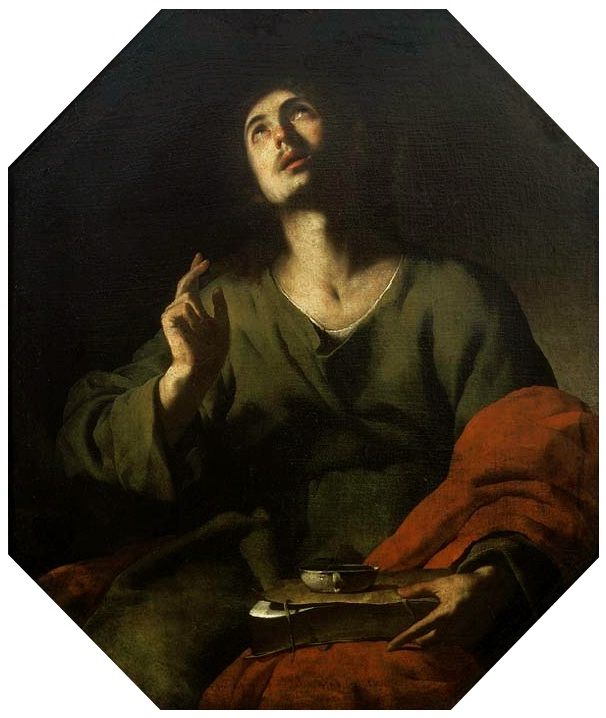
Der Evangelist Johannes, Nationalmuseum Stettin